# 马本
马本是缅甸掸邦北部的一个镇。它坐落于瑞丽江，与克钦邦的城镇孟密、八莫和密支那道路互通。马本与中国云南省的边境仅90（56英里），但距曼德勒北部约200（120英里）。

## 经济
在瑞丽江流域，马本镇是一个主要的大米产地。从马本镇周围林地开采的柚木被列为中等品。
在2002年的鸦片调查中，马本镇区被联合国国际麻醉品管制署(UNDCP)确认全区禁毒，这一结果被联合国毒品和犯罪问题办公室(UNODC)发表在了2005年度世界毒品报告上。
该地区也发现了有金矿床。2004年1月，军政府与两家加拿大公司签署协议，允许其在Set Ga Done和Nga Mu Gyi两个区域开采金矿。

## 安全与人权
据报道，2005年11月10日，7名被雇佣的牲畜贩子被驻扎在孟密的缅甸国防军某营士兵枪杀。